# Commodore PC-10 bis PC-70

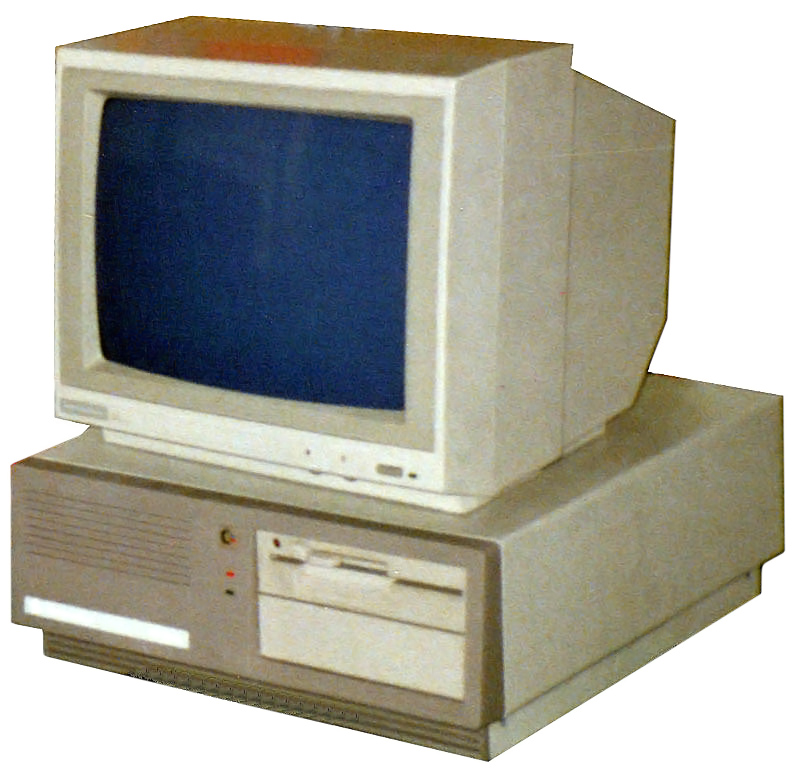
Commodore PC 20-III mit Monitor (1992)

Bei den Commodore PC-10 bis PC-70 handelt es sich um eine Serie von IBM-PC-kompatiblen Computern von Commodore, die 1984 bis Mitte der 1990er Jahre verkauft wurden. Sie wurden in der Braunschweiger Entwicklungsabteilung konstruiert und im dortigen Endfertigungswerk teilweise auch montiert.
Mit dieser Rechnerfamilie lieferte sich Commodore ein paar Jahre lang ein Kopf-an-Kopf-Rennen mit IBM um die Marktführerschaft im PC-Bereich in Deutschland; typischerweise wechselte die Führung von Monat zu Monat. Als Höhepunkt erreichte man es, dass nach der Wende sämtliche Büros der Deutschen Reichsbahn in Ostdeutschland mit Commodore-PCs ausgerüstet wurden.

## PC-10 und PC-20
Diese Computer waren günstige Alternativen zum IBM-PC und wurden ab 1984 produziert. Der PC-10 wurde Mitte 1984 zu einem Preis von 4.950 DM ohne Mehrwertsteuer angeboten. Sie zeichneten sich durch eine gute Ausstattung, Robustheit, Kompatibilität und Erweiterbarkeit aus. Sie waren mit einem Intel-8088-Prozessor ausgestattet, der wie in den meisten frühen PCs mit 4,77 MHz getaktet war und mit einem mathematischen Coprozessor Intel 8087 erweitert werden konnte; dazu kamen 256 kB RAM (erweiterbar auf 640 kB), ein 5¼″-Diskettenlaufwerk mit 360 kB Kapazität, erst im PC-20 war eine 10-MB-Festplatte verbaut. Ein Uhrmodul war nicht enthalten. Weiter konnte der Computer aufgrund der fünf vorhandenen XT-Bus-Steckplätze gut erweitert werden. Die sogenannte AGA-Grafik der Commodore PCs konnte sowohl CGA- als auch MDA- und Hercules-Grafikmodi anzeigen, wodurch die große Mehrzahl der damaligen PC-Programme abgedeckt war. (EGA-Grafikkarten waren 1985 noch sehr teuer und wurden daher selten zwingend vorausgesetzt). Vor allem in Europa verkauften sich diese Modelle sehr gut.
Da die Braunschweiger Entwickler ursprünglich einen tragbaren PC entwickeln sollten, wurde aus Platzgründen und zur Beschleunigung der Entwicklung das Motherboard in zwei gestapelte Platinen geteilt, ein CPU-Board mit dem RAM-Hauptspeicher sowie ein I/O-Board mit allen Schnittstellen für die Peripheriegeräte. Im Frühjahr 1984 wurde das Entwicklungsziel revidiert. Es sollte nun ein Desktop-PC entwickelt werden. Der Grund dafür war, dass Commodore USA eine Vertriebslizenz mit dem kanadischen Hersteller Dynalogic für deren fertigen Portable-PC abgeschlossen hatte.
Während bei den meisten damaligen PCs einschließlich der IBM-Modelle der Tastatur-Controller der einzige Schnittstellenbaustein direkt auf der Hauptplatine („Motherboard“) war, beherbergte die Platine der Commodore-PCs daneben auch die Controller für zwei Diskettenlaufwerke, eine Centronics-Schnittstelle und eine RS232-Schnittstelle. Damit wurden zwei Steckplätze eingespart, da fast alle PCs diese Komponenten ohnehin benötigten.

## PC-30

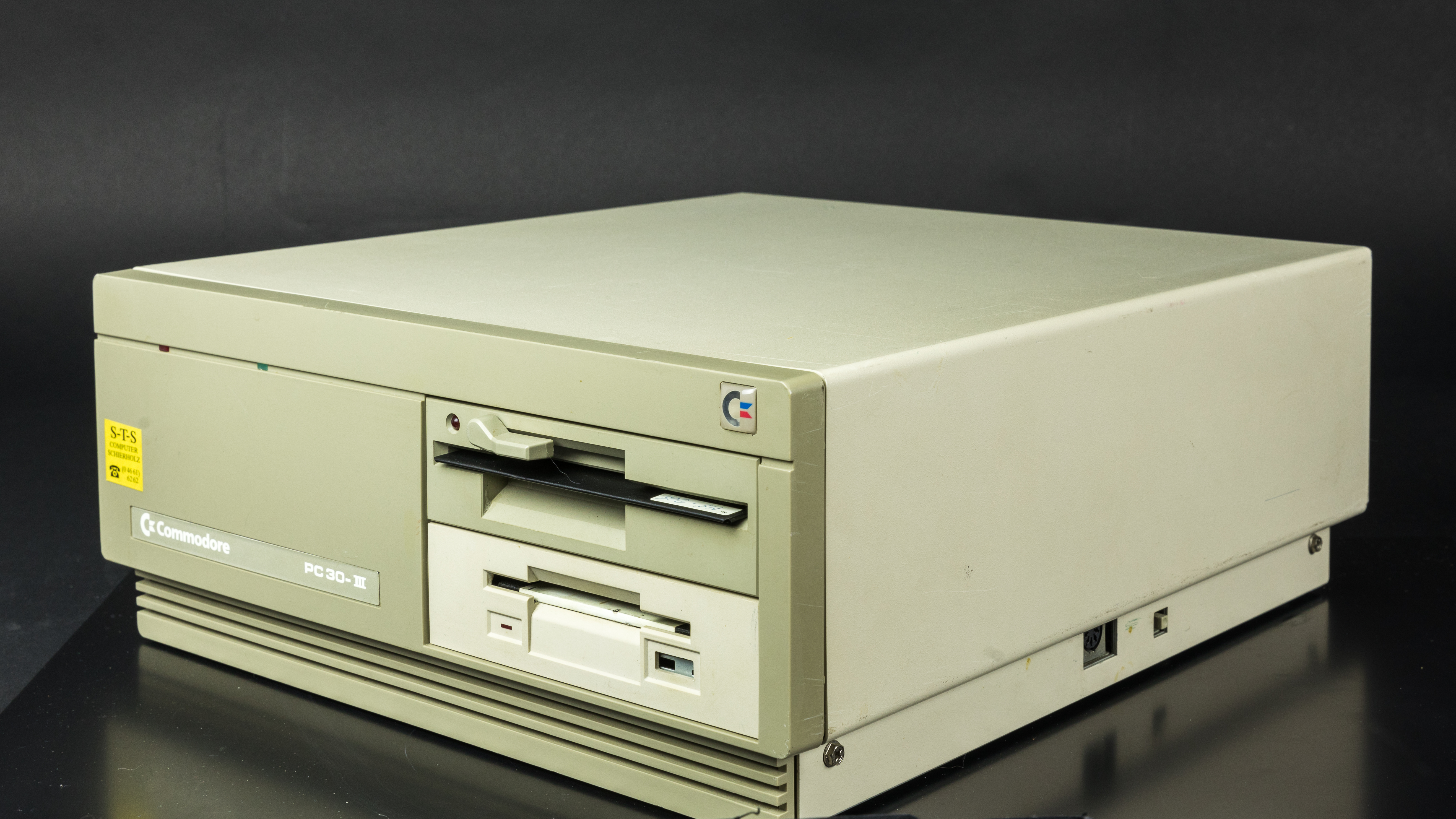
Commodore PC30-III

Der PC-30 III war mit einer 80286-CPU ausgestattet, die mit 12 MHz getaktet war. Des Weiteren besaß er 1 MB Arbeitsspeicher (auf der Hauptplatine fest verlötet). Der von Commodore mitgelieferte 14"-EGA-Monitor hatte eine Bernstein-(Graustufen-)Anzeige und wurde an einer ATI-EGA-Wonder-Grafikkarte (8 Bit ISA mit max. 16 gleichzeitig darstellbaren Farben) betrieben. Als Datenspeicher diente eine 20-MB-IDE-Festplatte und ein 3,5-Zoll-Diskettenlaufwerk mit 1,44 MB Kapazität.

## PC-10 II, PC-20 II
Es handelt sich praktisch um die gleichen Geräte, nur mit einer überarbeiteten, durchgängigen Hauptplatine (Combined Board) und beim PC-20 II mit 20-MB-Festplatte; es gab keinen PC-30 mehr.

## PC-1
Der PC-1 war Commodores Antwort auf den PC1 von Atari: Ein PC-10(-III) in einem ultrakompakten Gehäuse mit einem Diskettenlaufwerk; für eine Festplatte und/oder zwei ISA-Steckplätze brauchte man ein zweites, gleich großes Gehäuse mit einer externen Kabelverbindung. Er war nicht sehr erfolgreich und wurde bald wieder eingestellt.

## PC-10 III, PC-20 III
Sie wiesen die gleiche Architektur wie die Vorgängermodelle auf, waren aber wesentlich kompakter gebaut. Das Motherboard beherbergte neben den damals üblichen und schon oben genannten Komponenten auch einen Controller für zwei XT-Bus-Platten, die Grafikkarte (umschaltbar zwischen Hercules und CGA) sowie eine (Amiga-)Mausschnittstelle. Die Taktrate konnte über eine Tastenkombination oder über ein Programm auf 9,54 MHz verdoppelt werden; auch eine Steigerung auf 7,16 MHz war möglich. Die Rechner kamen mit einer eingebauten Echtzeituhr und 640 kB Arbeitsspeicher. Der PC-10 III besaß zwei Diskettenlaufwerke in 5,25" Größe mit je 360 kB Speicherkapazität; der PC-20 III wurde mit einem 360-kB-Diskettenlaufwerk und einem 20-MB-Festplattenlaufwerk ausgeliefert.

## PC-40 bis PC-70
Hierbei handelt es sich um IBM-kompatible PCs mit 286ern, 386ern und 486ern, ab PC-60 im Tower-Gehäuse und mit einer zugekauften Hauptplatine, die keine Besonderheit aufweisen.
Noch später wurden nur noch komplette Fremdfabrikate, meist aus Taiwan, als Commodore-PCs verkauft. Bei ihnen war angesichts des enger werdenden Marktes und der wachsenden Konkurrenz durch Discounter wie Vobis und Escom der Ertrag nicht mehr so hoch wie vorher.
In Deutschland wurden u. a. auch Modelle des Commodore PC mit einem 3½″- und einem 5¼″-Diskettenlaufwerk verkauft.